# Radzyń Podlaski
Radzyń Podlaski este un oraș în Polonia.